# 黄文本実
黄文 本実 （きぶみ の ほんじつ、生没年不詳）は、飛鳥時代の貴族。氏は黄書とも記される。姓は造のち連。官位は従五位下・鋳銭司。

## 経歴
天智天皇8年（669年）の第七次遣唐使で渡唐したとみられ、王玄策が中天竺で転写した仏足石図を唐の普光寺で再転写し日本に請来した伝承があるほか、天智天皇10年（671年）天皇に献上した土木・建築に用いる水臬（みずばかり＝水準器）についても、同じく唐より持ち帰った物か。
天武天皇12年（684年）八色の姓の制定により一族とともに、造姓から連姓に改姓した。
持統天皇8年（694年）大宅麻呂・台八嶋とともに鋳銭司に任ぜられている。この時の冠位は勤大弐。
大宝元年（701年）大宝令の位階制の制定に伴って従五位下となり、大宝2年（702年）持統上皇の崩御に際して、穂積親王・犬上王・路大人・佐伯百足とともに作殯宮司を務める。慶雲4年（707年）6月の文武天皇の崩御に際しては、志貴皇子・犬上王・小野毛野・佐伯百足とともに殯宮の行事を勤め、同年10月の大葬に際しても御装司を務めた。
また、高松塚古墳の壁画を描いた人物とする説もある。

## 官歴
『六国史』による。
- 天武天皇12年（683年）9月23日：造姓から連姓に改姓（八色の姓）
- 時期不詳：勤大弐
- 持統天皇8年（694年）3月2日：鋳銭司
- 時期不詳：従五位下
- 大宝2年（702年）12月23日：作殯宮司
- 慶雲4年（707年） 6月16日：御装司（文武天皇葬儀）